# NBA 2K24
NBA 2K24 est un jeu vidéo de simulation de basket-ball développé par Visual Concepts et édité par 2K, sorti le 8 septembre 2023 sur Nintendo Switch, PlayStation 4, PlayStation 5, Windows, Xbox One et Xbox Series. Il s'agit du 25e jeu video de la franchise NBA 2K. Une version NBA 2K24 Arcade est sortie sur Apple Arcade le 24 octobre 2023.